# Marsias

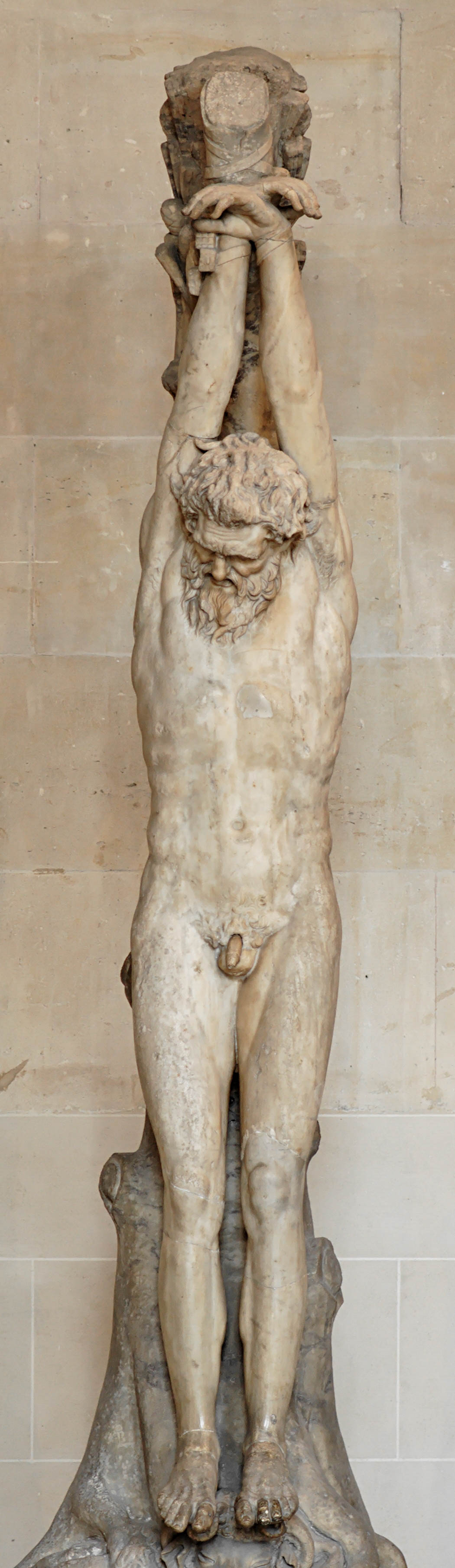
Marsias no suplício: obra do período imperial romano (século I-II)

Na mitologia grega, Marsias ou Mársias (do grego  Μαρσύας) é um sátiro frígio que aparece como figura central em duas histórias que envolvem música. Em uma delas, Marsias recolhe a flauta (em algumas versões, trata-se de um aulo, isto é, um oboé duplo) que havia sido abandonada por Atena, porque esta, ao tocá-lo, ficava com as bochechas infladas, provocando a zombaria de outras deusas (segundo algumas fontes, Hera e Afrodite).

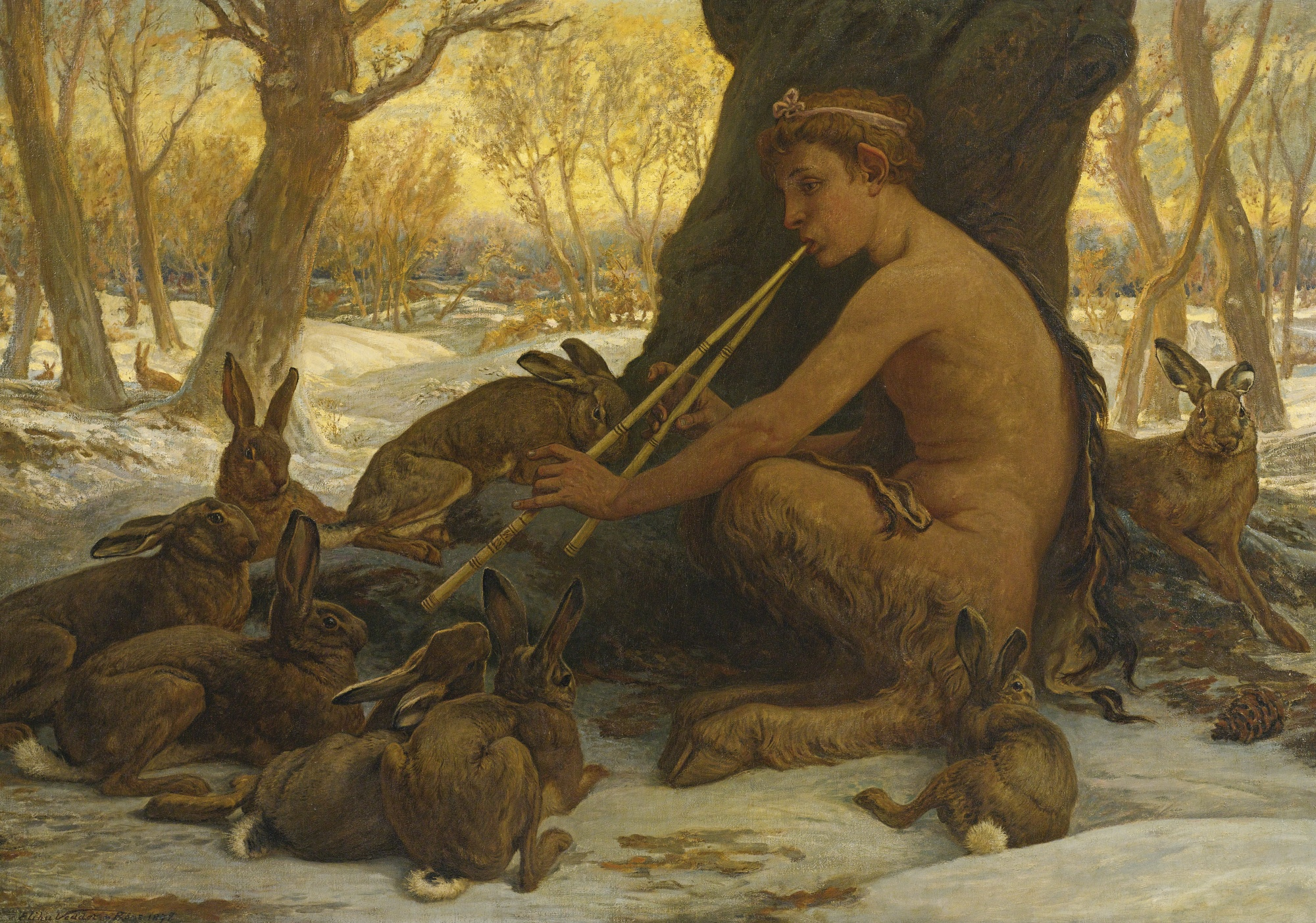
O jovem Marsias encantando lebres,
por Elihu Vedder.

Na outra história, Marsias passa a se considerar um músico tão perfeito que desafia Apolo para uma competição, sendo que o vencedor teria o direito de punir o perdedor. Apolo vence, Marsias é amarrado a uma árvore e esfolado vivo. Do seu sangue, nasce o rio Marsias, na Frígia.
As fontes literárias da Antiguidade, frequentemente apontam a húbris de Marsias como causa da punição, considerada justa.
Algumas vezes, Marsias é substituído por Pan, no episódio da competição com Apolo.
O mito simboliza a superioridade da cultura grega (representada pela lira de Apolo) em relação  à  cultura da Ásia Menor (representada pela flauta ou aulo de Marsias).